# Fadil Abdurahmanović
Fadil Abdurahmanović est un compositeur bosniaque de problèmes d'échecs, né le 24 juillet 1939.
Grand maître international de la FIDE pour la composition échiquéenne depuis 1992.

## Un problème de Fadil Abdurahmanović
|   | a | b | c | d | e | f | g | h |   |
| 8 | Tour noire sur case noire b8 · Fou blanc sur case blanche c8 · Roi blanc sur case noire d8 · Pion blanc sur case noire c7 · Fou noir sur case blanche a6 · Fou blanc sur case noire d6 · Tour noire sur case noire h6 · Fou noir sur case noire a5 · Pion noir sur case blanche b5 · Pion noir sur case blanche h5 · Pion noir sur case noire b4 · Cavalier noir sur case noire h4 · Cavalier noir sur case blanche d3 · Roi noir sur case blanche f3 | Tour noire sur case noire b8 · Fou blanc sur case blanche c8 · Roi blanc sur case noire d8 · Pion blanc sur case noire c7 · Fou noir sur case blanche a6 · Fou blanc sur case noire d6 · Tour noire sur case noire h6 · Fou noir sur case noire a5 · Pion noir sur case blanche b5 · Pion noir sur case blanche h5 · Pion noir sur case noire b4 · Cavalier noir sur case noire h4 · Cavalier noir sur case blanche d3 · Roi noir sur case blanche f3 | Tour noire sur case noire b8 · Fou blanc sur case blanche c8 · Roi blanc sur case noire d8 · Pion blanc sur case noire c7 · Fou noir sur case blanche a6 · Fou blanc sur case noire d6 · Tour noire sur case noire h6 · Fou noir sur case noire a5 · Pion noir sur case blanche b5 · Pion noir sur case blanche h5 · Pion noir sur case noire b4 · Cavalier noir sur case noire h4 · Cavalier noir sur case blanche d3 · Roi noir sur case blanche f3 | Tour noire sur case noire b8 · Fou blanc sur case blanche c8 · Roi blanc sur case noire d8 · Pion blanc sur case noire c7 · Fou noir sur case blanche a6 · Fou blanc sur case noire d6 · Tour noire sur case noire h6 · Fou noir sur case noire a5 · Pion noir sur case blanche b5 · Pion noir sur case blanche h5 · Pion noir sur case noire b4 · Cavalier noir sur case noire h4 · Cavalier noir sur case blanche d3 · Roi noir sur case blanche f3 | Tour noire sur case noire b8 · Fou blanc sur case blanche c8 · Roi blanc sur case noire d8 · Pion blanc sur case noire c7 · Fou noir sur case blanche a6 · Fou blanc sur case noire d6 · Tour noire sur case noire h6 · Fou noir sur case noire a5 · Pion noir sur case blanche b5 · Pion noir sur case blanche h5 · Pion noir sur case noire b4 · Cavalier noir sur case noire h4 · Cavalier noir sur case blanche d3 · Roi noir sur case blanche f3 | Tour noire sur case noire b8 · Fou blanc sur case blanche c8 · Roi blanc sur case noire d8 · Pion blanc sur case noire c7 · Fou noir sur case blanche a6 · Fou blanc sur case noire d6 · Tour noire sur case noire h6 · Fou noir sur case noire a5 · Pion noir sur case blanche b5 · Pion noir sur case blanche h5 · Pion noir sur case noire b4 · Cavalier noir sur case noire h4 · Cavalier noir sur case blanche d3 · Roi noir sur case blanche f3 | Tour noire sur case noire b8 · Fou blanc sur case blanche c8 · Roi blanc sur case noire d8 · Pion blanc sur case noire c7 · Fou noir sur case blanche a6 · Fou blanc sur case noire d6 · Tour noire sur case noire h6 · Fou noir sur case noire a5 · Pion noir sur case blanche b5 · Pion noir sur case blanche h5 · Pion noir sur case noire b4 · Cavalier noir sur case noire h4 · Cavalier noir sur case blanche d3 · Roi noir sur case blanche f3 | Tour noire sur case noire b8 · Fou blanc sur case blanche c8 · Roi blanc sur case noire d8 · Pion blanc sur case noire c7 · Fou noir sur case blanche a6 · Fou blanc sur case noire d6 · Tour noire sur case noire h6 · Fou noir sur case noire a5 · Pion noir sur case blanche b5 · Pion noir sur case blanche h5 · Pion noir sur case noire b4 · Cavalier noir sur case noire h4 · Cavalier noir sur case blanche d3 · Roi noir sur case blanche f3 | 8 |
| 7 | Tour noire sur case noire b8 · Fou blanc sur case blanche c8 · Roi blanc sur case noire d8 · Pion blanc sur case noire c7 · Fou noir sur case blanche a6 · Fou blanc sur case noire d6 · Tour noire sur case noire h6 · Fou noir sur case noire a5 · Pion noir sur case blanche b5 · Pion noir sur case blanche h5 · Pion noir sur case noire b4 · Cavalier noir sur case noire h4 · Cavalier noir sur case blanche d3 · Roi noir sur case blanche f3 | Tour noire sur case noire b8 · Fou blanc sur case blanche c8 · Roi blanc sur case noire d8 · Pion blanc sur case noire c7 · Fou noir sur case blanche a6 · Fou blanc sur case noire d6 · Tour noire sur case noire h6 · Fou noir sur case noire a5 · Pion noir sur case blanche b5 · Pion noir sur case blanche h5 · Pion noir sur case noire b4 · Cavalier noir sur case noire h4 · Cavalier noir sur case blanche d3 · Roi noir sur case blanche f3 | Tour noire sur case noire b8 · Fou blanc sur case blanche c8 · Roi blanc sur case noire d8 · Pion blanc sur case noire c7 · Fou noir sur case blanche a6 · Fou blanc sur case noire d6 · Tour noire sur case noire h6 · Fou noir sur case noire a5 · Pion noir sur case blanche b5 · Pion noir sur case blanche h5 · Pion noir sur case noire b4 · Cavalier noir sur case noire h4 · Cavalier noir sur case blanche d3 · Roi noir sur case blanche f3 | Tour noire sur case noire b8 · Fou blanc sur case blanche c8 · Roi blanc sur case noire d8 · Pion blanc sur case noire c7 · Fou noir sur case blanche a6 · Fou blanc sur case noire d6 · Tour noire sur case noire h6 · Fou noir sur case noire a5 · Pion noir sur case blanche b5 · Pion noir sur case blanche h5 · Pion noir sur case noire b4 · Cavalier noir sur case noire h4 · Cavalier noir sur case blanche d3 · Roi noir sur case blanche f3 | Tour noire sur case noire b8 · Fou blanc sur case blanche c8 · Roi blanc sur case noire d8 · Pion blanc sur case noire c7 · Fou noir sur case blanche a6 · Fou blanc sur case noire d6 · Tour noire sur case noire h6 · Fou noir sur case noire a5 · Pion noir sur case blanche b5 · Pion noir sur case blanche h5 · Pion noir sur case noire b4 · Cavalier noir sur case noire h4 · Cavalier noir sur case blanche d3 · Roi noir sur case blanche f3 | Tour noire sur case noire b8 · Fou blanc sur case blanche c8 · Roi blanc sur case noire d8 · Pion blanc sur case noire c7 · Fou noir sur case blanche a6 · Fou blanc sur case noire d6 · Tour noire sur case noire h6 · Fou noir sur case noire a5 · Pion noir sur case blanche b5 · Pion noir sur case blanche h5 · Pion noir sur case noire b4 · Cavalier noir sur case noire h4 · Cavalier noir sur case blanche d3 · Roi noir sur case blanche f3 | Tour noire sur case noire b8 · Fou blanc sur case blanche c8 · Roi blanc sur case noire d8 · Pion blanc sur case noire c7 · Fou noir sur case blanche a6 · Fou blanc sur case noire d6 · Tour noire sur case noire h6 · Fou noir sur case noire a5 · Pion noir sur case blanche b5 · Pion noir sur case blanche h5 · Pion noir sur case noire b4 · Cavalier noir sur case noire h4 · Cavalier noir sur case blanche d3 · Roi noir sur case blanche f3 | Tour noire sur case noire b8 · Fou blanc sur case blanche c8 · Roi blanc sur case noire d8 · Pion blanc sur case noire c7 · Fou noir sur case blanche a6 · Fou blanc sur case noire d6 · Tour noire sur case noire h6 · Fou noir sur case noire a5 · Pion noir sur case blanche b5 · Pion noir sur case blanche h5 · Pion noir sur case noire b4 · Cavalier noir sur case noire h4 · Cavalier noir sur case blanche d3 · Roi noir sur case blanche f3 | 7 |
| 6 | Tour noire sur case noire b8 · Fou blanc sur case blanche c8 · Roi blanc sur case noire d8 · Pion blanc sur case noire c7 · Fou noir sur case blanche a6 · Fou blanc sur case noire d6 · Tour noire sur case noire h6 · Fou noir sur case noire a5 · Pion noir sur case blanche b5 · Pion noir sur case blanche h5 · Pion noir sur case noire b4 · Cavalier noir sur case noire h4 · Cavalier noir sur case blanche d3 · Roi noir sur case blanche f3 | Tour noire sur case noire b8 · Fou blanc sur case blanche c8 · Roi blanc sur case noire d8 · Pion blanc sur case noire c7 · Fou noir sur case blanche a6 · Fou blanc sur case noire d6 · Tour noire sur case noire h6 · Fou noir sur case noire a5 · Pion noir sur case blanche b5 · Pion noir sur case blanche h5 · Pion noir sur case noire b4 · Cavalier noir sur case noire h4 · Cavalier noir sur case blanche d3 · Roi noir sur case blanche f3 | Tour noire sur case noire b8 · Fou blanc sur case blanche c8 · Roi blanc sur case noire d8 · Pion blanc sur case noire c7 · Fou noir sur case blanche a6 · Fou blanc sur case noire d6 · Tour noire sur case noire h6 · Fou noir sur case noire a5 · Pion noir sur case blanche b5 · Pion noir sur case blanche h5 · Pion noir sur case noire b4 · Cavalier noir sur case noire h4 · Cavalier noir sur case blanche d3 · Roi noir sur case blanche f3 | Tour noire sur case noire b8 · Fou blanc sur case blanche c8 · Roi blanc sur case noire d8 · Pion blanc sur case noire c7 · Fou noir sur case blanche a6 · Fou blanc sur case noire d6 · Tour noire sur case noire h6 · Fou noir sur case noire a5 · Pion noir sur case blanche b5 · Pion noir sur case blanche h5 · Pion noir sur case noire b4 · Cavalier noir sur case noire h4 · Cavalier noir sur case blanche d3 · Roi noir sur case blanche f3 | Tour noire sur case noire b8 · Fou blanc sur case blanche c8 · Roi blanc sur case noire d8 · Pion blanc sur case noire c7 · Fou noir sur case blanche a6 · Fou blanc sur case noire d6 · Tour noire sur case noire h6 · Fou noir sur case noire a5 · Pion noir sur case blanche b5 · Pion noir sur case blanche h5 · Pion noir sur case noire b4 · Cavalier noir sur case noire h4 · Cavalier noir sur case blanche d3 · Roi noir sur case blanche f3 | Tour noire sur case noire b8 · Fou blanc sur case blanche c8 · Roi blanc sur case noire d8 · Pion blanc sur case noire c7 · Fou noir sur case blanche a6 · Fou blanc sur case noire d6 · Tour noire sur case noire h6 · Fou noir sur case noire a5 · Pion noir sur case blanche b5 · Pion noir sur case blanche h5 · Pion noir sur case noire b4 · Cavalier noir sur case noire h4 · Cavalier noir sur case blanche d3 · Roi noir sur case blanche f3 | Tour noire sur case noire b8 · Fou blanc sur case blanche c8 · Roi blanc sur case noire d8 · Pion blanc sur case noire c7 · Fou noir sur case blanche a6 · Fou blanc sur case noire d6 · Tour noire sur case noire h6 · Fou noir sur case noire a5 · Pion noir sur case blanche b5 · Pion noir sur case blanche h5 · Pion noir sur case noire b4 · Cavalier noir sur case noire h4 · Cavalier noir sur case blanche d3 · Roi noir sur case blanche f3 | Tour noire sur case noire b8 · Fou blanc sur case blanche c8 · Roi blanc sur case noire d8 · Pion blanc sur case noire c7 · Fou noir sur case blanche a6 · Fou blanc sur case noire d6 · Tour noire sur case noire h6 · Fou noir sur case noire a5 · Pion noir sur case blanche b5 · Pion noir sur case blanche h5 · Pion noir sur case noire b4 · Cavalier noir sur case noire h4 · Cavalier noir sur case blanche d3 · Roi noir sur case blanche f3 | 6 |
| 5 | Tour noire sur case noire b8 · Fou blanc sur case blanche c8 · Roi blanc sur case noire d8 · Pion blanc sur case noire c7 · Fou noir sur case blanche a6 · Fou blanc sur case noire d6 · Tour noire sur case noire h6 · Fou noir sur case noire a5 · Pion noir sur case blanche b5 · Pion noir sur case blanche h5 · Pion noir sur case noire b4 · Cavalier noir sur case noire h4 · Cavalier noir sur case blanche d3 · Roi noir sur case blanche f3 | Tour noire sur case noire b8 · Fou blanc sur case blanche c8 · Roi blanc sur case noire d8 · Pion blanc sur case noire c7 · Fou noir sur case blanche a6 · Fou blanc sur case noire d6 · Tour noire sur case noire h6 · Fou noir sur case noire a5 · Pion noir sur case blanche b5 · Pion noir sur case blanche h5 · Pion noir sur case noire b4 · Cavalier noir sur case noire h4 · Cavalier noir sur case blanche d3 · Roi noir sur case blanche f3 | Tour noire sur case noire b8 · Fou blanc sur case blanche c8 · Roi blanc sur case noire d8 · Pion blanc sur case noire c7 · Fou noir sur case blanche a6 · Fou blanc sur case noire d6 · Tour noire sur case noire h6 · Fou noir sur case noire a5 · Pion noir sur case blanche b5 · Pion noir sur case blanche h5 · Pion noir sur case noire b4 · Cavalier noir sur case noire h4 · Cavalier noir sur case blanche d3 · Roi noir sur case blanche f3 | Tour noire sur case noire b8 · Fou blanc sur case blanche c8 · Roi blanc sur case noire d8 · Pion blanc sur case noire c7 · Fou noir sur case blanche a6 · Fou blanc sur case noire d6 · Tour noire sur case noire h6 · Fou noir sur case noire a5 · Pion noir sur case blanche b5 · Pion noir sur case blanche h5 · Pion noir sur case noire b4 · Cavalier noir sur case noire h4 · Cavalier noir sur case blanche d3 · Roi noir sur case blanche f3 | Tour noire sur case noire b8 · Fou blanc sur case blanche c8 · Roi blanc sur case noire d8 · Pion blanc sur case noire c7 · Fou noir sur case blanche a6 · Fou blanc sur case noire d6 · Tour noire sur case noire h6 · Fou noir sur case noire a5 · Pion noir sur case blanche b5 · Pion noir sur case blanche h5 · Pion noir sur case noire b4 · Cavalier noir sur case noire h4 · Cavalier noir sur case blanche d3 · Roi noir sur case blanche f3 | Tour noire sur case noire b8 · Fou blanc sur case blanche c8 · Roi blanc sur case noire d8 · Pion blanc sur case noire c7 · Fou noir sur case blanche a6 · Fou blanc sur case noire d6 · Tour noire sur case noire h6 · Fou noir sur case noire a5 · Pion noir sur case blanche b5 · Pion noir sur case blanche h5 · Pion noir sur case noire b4 · Cavalier noir sur case noire h4 · Cavalier noir sur case blanche d3 · Roi noir sur case blanche f3 | Tour noire sur case noire b8 · Fou blanc sur case blanche c8 · Roi blanc sur case noire d8 · Pion blanc sur case noire c7 · Fou noir sur case blanche a6 · Fou blanc sur case noire d6 · Tour noire sur case noire h6 · Fou noir sur case noire a5 · Pion noir sur case blanche b5 · Pion noir sur case blanche h5 · Pion noir sur case noire b4 · Cavalier noir sur case noire h4 · Cavalier noir sur case blanche d3 · Roi noir sur case blanche f3 | Tour noire sur case noire b8 · Fou blanc sur case blanche c8 · Roi blanc sur case noire d8 · Pion blanc sur case noire c7 · Fou noir sur case blanche a6 · Fou blanc sur case noire d6 · Tour noire sur case noire h6 · Fou noir sur case noire a5 · Pion noir sur case blanche b5 · Pion noir sur case blanche h5 · Pion noir sur case noire b4 · Cavalier noir sur case noire h4 · Cavalier noir sur case blanche d3 · Roi noir sur case blanche f3 | 5 |
| 4 | Tour noire sur case noire b8 · Fou blanc sur case blanche c8 · Roi blanc sur case noire d8 · Pion blanc sur case noire c7 · Fou noir sur case blanche a6 · Fou blanc sur case noire d6 · Tour noire sur case noire h6 · Fou noir sur case noire a5 · Pion noir sur case blanche b5 · Pion noir sur case blanche h5 · Pion noir sur case noire b4 · Cavalier noir sur case noire h4 · Cavalier noir sur case blanche d3 · Roi noir sur case blanche f3 | Tour noire sur case noire b8 · Fou blanc sur case blanche c8 · Roi blanc sur case noire d8 · Pion blanc sur case noire c7 · Fou noir sur case blanche a6 · Fou blanc sur case noire d6 · Tour noire sur case noire h6 · Fou noir sur case noire a5 · Pion noir sur case blanche b5 · Pion noir sur case blanche h5 · Pion noir sur case noire b4 · Cavalier noir sur case noire h4 · Cavalier noir sur case blanche d3 · Roi noir sur case blanche f3 | Tour noire sur case noire b8 · Fou blanc sur case blanche c8 · Roi blanc sur case noire d8 · Pion blanc sur case noire c7 · Fou noir sur case blanche a6 · Fou blanc sur case noire d6 · Tour noire sur case noire h6 · Fou noir sur case noire a5 · Pion noir sur case blanche b5 · Pion noir sur case blanche h5 · Pion noir sur case noire b4 · Cavalier noir sur case noire h4 · Cavalier noir sur case blanche d3 · Roi noir sur case blanche f3 | Tour noire sur case noire b8 · Fou blanc sur case blanche c8 · Roi blanc sur case noire d8 · Pion blanc sur case noire c7 · Fou noir sur case blanche a6 · Fou blanc sur case noire d6 · Tour noire sur case noire h6 · Fou noir sur case noire a5 · Pion noir sur case blanche b5 · Pion noir sur case blanche h5 · Pion noir sur case noire b4 · Cavalier noir sur case noire h4 · Cavalier noir sur case blanche d3 · Roi noir sur case blanche f3 | Tour noire sur case noire b8 · Fou blanc sur case blanche c8 · Roi blanc sur case noire d8 · Pion blanc sur case noire c7 · Fou noir sur case blanche a6 · Fou blanc sur case noire d6 · Tour noire sur case noire h6 · Fou noir sur case noire a5 · Pion noir sur case blanche b5 · Pion noir sur case blanche h5 · Pion noir sur case noire b4 · Cavalier noir sur case noire h4 · Cavalier noir sur case blanche d3 · Roi noir sur case blanche f3 | Tour noire sur case noire b8 · Fou blanc sur case blanche c8 · Roi blanc sur case noire d8 · Pion blanc sur case noire c7 · Fou noir sur case blanche a6 · Fou blanc sur case noire d6 · Tour noire sur case noire h6 · Fou noir sur case noire a5 · Pion noir sur case blanche b5 · Pion noir sur case blanche h5 · Pion noir sur case noire b4 · Cavalier noir sur case noire h4 · Cavalier noir sur case blanche d3 · Roi noir sur case blanche f3 | Tour noire sur case noire b8 · Fou blanc sur case blanche c8 · Roi blanc sur case noire d8 · Pion blanc sur case noire c7 · Fou noir sur case blanche a6 · Fou blanc sur case noire d6 · Tour noire sur case noire h6 · Fou noir sur case noire a5 · Pion noir sur case blanche b5 · Pion noir sur case blanche h5 · Pion noir sur case noire b4 · Cavalier noir sur case noire h4 · Cavalier noir sur case blanche d3 · Roi noir sur case blanche f3 | Tour noire sur case noire b8 · Fou blanc sur case blanche c8 · Roi blanc sur case noire d8 · Pion blanc sur case noire c7 · Fou noir sur case blanche a6 · Fou blanc sur case noire d6 · Tour noire sur case noire h6 · Fou noir sur case noire a5 · Pion noir sur case blanche b5 · Pion noir sur case blanche h5 · Pion noir sur case noire b4 · Cavalier noir sur case noire h4 · Cavalier noir sur case blanche d3 · Roi noir sur case blanche f3 | 4 |
| 3 | Tour noire sur case noire b8 · Fou blanc sur case blanche c8 · Roi blanc sur case noire d8 · Pion blanc sur case noire c7 · Fou noir sur case blanche a6 · Fou blanc sur case noire d6 · Tour noire sur case noire h6 · Fou noir sur case noire a5 · Pion noir sur case blanche b5 · Pion noir sur case blanche h5 · Pion noir sur case noire b4 · Cavalier noir sur case noire h4 · Cavalier noir sur case blanche d3 · Roi noir sur case blanche f3 | Tour noire sur case noire b8 · Fou blanc sur case blanche c8 · Roi blanc sur case noire d8 · Pion blanc sur case noire c7 · Fou noir sur case blanche a6 · Fou blanc sur case noire d6 · Tour noire sur case noire h6 · Fou noir sur case noire a5 · Pion noir sur case blanche b5 · Pion noir sur case blanche h5 · Pion noir sur case noire b4 · Cavalier noir sur case noire h4 · Cavalier noir sur case blanche d3 · Roi noir sur case blanche f3 | Tour noire sur case noire b8 · Fou blanc sur case blanche c8 · Roi blanc sur case noire d8 · Pion blanc sur case noire c7 · Fou noir sur case blanche a6 · Fou blanc sur case noire d6 · Tour noire sur case noire h6 · Fou noir sur case noire a5 · Pion noir sur case blanche b5 · Pion noir sur case blanche h5 · Pion noir sur case noire b4 · Cavalier noir sur case noire h4 · Cavalier noir sur case blanche d3 · Roi noir sur case blanche f3 | Tour noire sur case noire b8 · Fou blanc sur case blanche c8 · Roi blanc sur case noire d8 · Pion blanc sur case noire c7 · Fou noir sur case blanche a6 · Fou blanc sur case noire d6 · Tour noire sur case noire h6 · Fou noir sur case noire a5 · Pion noir sur case blanche b5 · Pion noir sur case blanche h5 · Pion noir sur case noire b4 · Cavalier noir sur case noire h4 · Cavalier noir sur case blanche d3 · Roi noir sur case blanche f3 | Tour noire sur case noire b8 · Fou blanc sur case blanche c8 · Roi blanc sur case noire d8 · Pion blanc sur case noire c7 · Fou noir sur case blanche a6 · Fou blanc sur case noire d6 · Tour noire sur case noire h6 · Fou noir sur case noire a5 · Pion noir sur case blanche b5 · Pion noir sur case blanche h5 · Pion noir sur case noire b4 · Cavalier noir sur case noire h4 · Cavalier noir sur case blanche d3 · Roi noir sur case blanche f3 | Tour noire sur case noire b8 · Fou blanc sur case blanche c8 · Roi blanc sur case noire d8 · Pion blanc sur case noire c7 · Fou noir sur case blanche a6 · Fou blanc sur case noire d6 · Tour noire sur case noire h6 · Fou noir sur case noire a5 · Pion noir sur case blanche b5 · Pion noir sur case blanche h5 · Pion noir sur case noire b4 · Cavalier noir sur case noire h4 · Cavalier noir sur case blanche d3 · Roi noir sur case blanche f3 | Tour noire sur case noire b8 · Fou blanc sur case blanche c8 · Roi blanc sur case noire d8 · Pion blanc sur case noire c7 · Fou noir sur case blanche a6 · Fou blanc sur case noire d6 · Tour noire sur case noire h6 · Fou noir sur case noire a5 · Pion noir sur case blanche b5 · Pion noir sur case blanche h5 · Pion noir sur case noire b4 · Cavalier noir sur case noire h4 · Cavalier noir sur case blanche d3 · Roi noir sur case blanche f3 | Tour noire sur case noire b8 · Fou blanc sur case blanche c8 · Roi blanc sur case noire d8 · Pion blanc sur case noire c7 · Fou noir sur case blanche a6 · Fou blanc sur case noire d6 · Tour noire sur case noire h6 · Fou noir sur case noire a5 · Pion noir sur case blanche b5 · Pion noir sur case blanche h5 · Pion noir sur case noire b4 · Cavalier noir sur case noire h4 · Cavalier noir sur case blanche d3 · Roi noir sur case blanche f3 | 3 |
| 2 | Tour noire sur case noire b8 · Fou blanc sur case blanche c8 · Roi blanc sur case noire d8 · Pion blanc sur case noire c7 · Fou noir sur case blanche a6 · Fou blanc sur case noire d6 · Tour noire sur case noire h6 · Fou noir sur case noire a5 · Pion noir sur case blanche b5 · Pion noir sur case blanche h5 · Pion noir sur case noire b4 · Cavalier noir sur case noire h4 · Cavalier noir sur case blanche d3 · Roi noir sur case blanche f3 | Tour noire sur case noire b8 · Fou blanc sur case blanche c8 · Roi blanc sur case noire d8 · Pion blanc sur case noire c7 · Fou noir sur case blanche a6 · Fou blanc sur case noire d6 · Tour noire sur case noire h6 · Fou noir sur case noire a5 · Pion noir sur case blanche b5 · Pion noir sur case blanche h5 · Pion noir sur case noire b4 · Cavalier noir sur case noire h4 · Cavalier noir sur case blanche d3 · Roi noir sur case blanche f3 | Tour noire sur case noire b8 · Fou blanc sur case blanche c8 · Roi blanc sur case noire d8 · Pion blanc sur case noire c7 · Fou noir sur case blanche a6 · Fou blanc sur case noire d6 · Tour noire sur case noire h6 · Fou noir sur case noire a5 · Pion noir sur case blanche b5 · Pion noir sur case blanche h5 · Pion noir sur case noire b4 · Cavalier noir sur case noire h4 · Cavalier noir sur case blanche d3 · Roi noir sur case blanche f3 | Tour noire sur case noire b8 · Fou blanc sur case blanche c8 · Roi blanc sur case noire d8 · Pion blanc sur case noire c7 · Fou noir sur case blanche a6 · Fou blanc sur case noire d6 · Tour noire sur case noire h6 · Fou noir sur case noire a5 · Pion noir sur case blanche b5 · Pion noir sur case blanche h5 · Pion noir sur case noire b4 · Cavalier noir sur case noire h4 · Cavalier noir sur case blanche d3 · Roi noir sur case blanche f3 | Tour noire sur case noire b8 · Fou blanc sur case blanche c8 · Roi blanc sur case noire d8 · Pion blanc sur case noire c7 · Fou noir sur case blanche a6 · Fou blanc sur case noire d6 · Tour noire sur case noire h6 · Fou noir sur case noire a5 · Pion noir sur case blanche b5 · Pion noir sur case blanche h5 · Pion noir sur case noire b4 · Cavalier noir sur case noire h4 · Cavalier noir sur case blanche d3 · Roi noir sur case blanche f3 | Tour noire sur case noire b8 · Fou blanc sur case blanche c8 · Roi blanc sur case noire d8 · Pion blanc sur case noire c7 · Fou noir sur case blanche a6 · Fou blanc sur case noire d6 · Tour noire sur case noire h6 · Fou noir sur case noire a5 · Pion noir sur case blanche b5 · Pion noir sur case blanche h5 · Pion noir sur case noire b4 · Cavalier noir sur case noire h4 · Cavalier noir sur case blanche d3 · Roi noir sur case blanche f3 | Tour noire sur case noire b8 · Fou blanc sur case blanche c8 · Roi blanc sur case noire d8 · Pion blanc sur case noire c7 · Fou noir sur case blanche a6 · Fou blanc sur case noire d6 · Tour noire sur case noire h6 · Fou noir sur case noire a5 · Pion noir sur case blanche b5 · Pion noir sur case blanche h5 · Pion noir sur case noire b4 · Cavalier noir sur case noire h4 · Cavalier noir sur case blanche d3 · Roi noir sur case blanche f3 | Tour noire sur case noire b8 · Fou blanc sur case blanche c8 · Roi blanc sur case noire d8 · Pion blanc sur case noire c7 · Fou noir sur case blanche a6 · Fou blanc sur case noire d6 · Tour noire sur case noire h6 · Fou noir sur case noire a5 · Pion noir sur case blanche b5 · Pion noir sur case blanche h5 · Pion noir sur case noire b4 · Cavalier noir sur case noire h4 · Cavalier noir sur case blanche d3 · Roi noir sur case blanche f3 | 2 |
| 1 | Tour noire sur case noire b8 · Fou blanc sur case blanche c8 · Roi blanc sur case noire d8 · Pion blanc sur case noire c7 · Fou noir sur case blanche a6 · Fou blanc sur case noire d6 · Tour noire sur case noire h6 · Fou noir sur case noire a5 · Pion noir sur case blanche b5 · Pion noir sur case blanche h5 · Pion noir sur case noire b4 · Cavalier noir sur case noire h4 · Cavalier noir sur case blanche d3 · Roi noir sur case blanche f3 | Tour noire sur case noire b8 · Fou blanc sur case blanche c8 · Roi blanc sur case noire d8 · Pion blanc sur case noire c7 · Fou noir sur case blanche a6 · Fou blanc sur case noire d6 · Tour noire sur case noire h6 · Fou noir sur case noire a5 · Pion noir sur case blanche b5 · Pion noir sur case blanche h5 · Pion noir sur case noire b4 · Cavalier noir sur case noire h4 · Cavalier noir sur case blanche d3 · Roi noir sur case blanche f3 | Tour noire sur case noire b8 · Fou blanc sur case blanche c8 · Roi blanc sur case noire d8 · Pion blanc sur case noire c7 · Fou noir sur case blanche a6 · Fou blanc sur case noire d6 · Tour noire sur case noire h6 · Fou noir sur case noire a5 · Pion noir sur case blanche b5 · Pion noir sur case blanche h5 · Pion noir sur case noire b4 · Cavalier noir sur case noire h4 · Cavalier noir sur case blanche d3 · Roi noir sur case blanche f3 | Tour noire sur case noire b8 · Fou blanc sur case blanche c8 · Roi blanc sur case noire d8 · Pion blanc sur case noire c7 · Fou noir sur case blanche a6 · Fou blanc sur case noire d6 · Tour noire sur case noire h6 · Fou noir sur case noire a5 · Pion noir sur case blanche b5 · Pion noir sur case blanche h5 · Pion noir sur case noire b4 · Cavalier noir sur case noire h4 · Cavalier noir sur case blanche d3 · Roi noir sur case blanche f3 | Tour noire sur case noire b8 · Fou blanc sur case blanche c8 · Roi blanc sur case noire d8 · Pion blanc sur case noire c7 · Fou noir sur case blanche a6 · Fou blanc sur case noire d6 · Tour noire sur case noire h6 · Fou noir sur case noire a5 · Pion noir sur case blanche b5 · Pion noir sur case blanche h5 · Pion noir sur case noire b4 · Cavalier noir sur case noire h4 · Cavalier noir sur case blanche d3 · Roi noir sur case blanche f3 | Tour noire sur case noire b8 · Fou blanc sur case blanche c8 · Roi blanc sur case noire d8 · Pion blanc sur case noire c7 · Fou noir sur case blanche a6 · Fou blanc sur case noire d6 · Tour noire sur case noire h6 · Fou noir sur case noire a5 · Pion noir sur case blanche b5 · Pion noir sur case blanche h5 · Pion noir sur case noire b4 · Cavalier noir sur case noire h4 · Cavalier noir sur case blanche d3 · Roi noir sur case blanche f3 | Tour noire sur case noire b8 · Fou blanc sur case blanche c8 · Roi blanc sur case noire d8 · Pion blanc sur case noire c7 · Fou noir sur case blanche a6 · Fou blanc sur case noire d6 · Tour noire sur case noire h6 · Fou noir sur case noire a5 · Pion noir sur case blanche b5 · Pion noir sur case blanche h5 · Pion noir sur case noire b4 · Cavalier noir sur case noire h4 · Cavalier noir sur case blanche d3 · Roi noir sur case blanche f3 | Tour noire sur case noire b8 · Fou blanc sur case blanche c8 · Roi blanc sur case noire d8 · Pion blanc sur case noire c7 · Fou noir sur case blanche a6 · Fou blanc sur case noire d6 · Tour noire sur case noire h6 · Fou noir sur case noire a5 · Pion noir sur case blanche b5 · Pion noir sur case blanche h5 · Pion noir sur case noire b4 · Cavalier noir sur case noire h4 · Cavalier noir sur case blanche d3 · Roi noir sur case blanche f3 | 1 |
|   | a | b | c | d | e | f | g | h |   |

- Solution :

a) 1.Cf5 Fh2 2.Thb6 ç×b8=D 3.Rg4 Dg3‡

b) 1.Tb6 Fh3 2.Cé5 ç8=D 3.Rf4 Dg4‡